# تيلينور
تيلينور (لفظ نرويجي: [ˈtêːlənuːr] أو [tɛləˈnuːr]) هي شركة اتصالات متعددة الجنسيات مملوكة للدولة النرويجية ومقرها الرئيسي في فورنبو في بيروم، بالقرب من أوسلو. إنها واحدة من أكبر شركات الاتصالات المتنقلة في العالم، ولديها عمليات في جميع أنحاء العالم، ولكنها تركز في الدول الإسكندنافية وآسيا. ولديها عمليات توزيع واسعة النطاق للتلفزيون والنطاق العريض في أربعة بلدان في شمال أوروبا، وخط بحثي وأعمال عمره 10 سنوات لتقنية آلة إلى آلة. تمتلك تيلينور شبكات في 9 دول.
تم إدراج تيلينور في بورصة أوسلو، وبلغت قيمتها السوقية 225 مليار كرونة في نوفمبر 2015، مما يجعلها ثالث أكبر شركة مدرجة في OSE بعد دي إن بي إيه إس إيه وإكوينور (المعروفة سابقًا باسم ستات أويل).

## تاريخ

### تلغراف
بدأت تيلينور في عام 1855 كمزود احتكار تديره الدولة لخدمات التلغراف باسم وكالة التلغراف. تم إطلاق أول تخطيط نرويجي للتلغراف داخل البحرية الملكية النرويجية في عام 1848، ولكن بحلول عام 1852، كانت الخطط عامة وقرر البرلمان النرويجي خطة لبناء نظام تلغراف في جميع أنحاء البلاد. بدأت تيلفيركيت بربط كريستيانيا (أوسلو حاليًا) بالسويد (كانت النرويج في ذلك الوقت في اتحاد مع السويد) وكذلك كريستيانيا ودرامين. بحلول عام 1857، وصل التلغراف إلى بيرغن على الساحل الغربي عبر سورلاند على الساحل الجنوبي، وبحلول عام 1871 وصل التلغراف إلى كيركينيس على الساحل الشمالي الأقصى. تم فتح وصلات الكابلات إلى الدنمارك في عام 1867 وبريطانيا العظمى في عام 1869. كان التلغراف الأكثر أهمية بالنسبة للبحرية التجارية الذين يمكنهم الآن استخدام التلغراف الكهربائي للتواصل الفوري بين المواقع المختلفة، والحصول على ميزة جديدة تمامًا من الخدمات اللوجستية الأفضل.

### هاتف
تم تقديم أول خدمة هاتفية في النرويج في عام 1878 بين آرندال وتفيدستراند، بينما تم تقديم أول خدمة هاتفية دولية بين كريستيانيا وستوكهولم في عام 1893. بدأت أتمتة نظام الهاتف في عام 1920 واكتملت في عام 1985. في عام 1946 تم تقديم أول خدمة تلكس، وفي عام 1976 اتصالات هاتفية عبر الأقمار الصناعية للبحرية التجارية النرويجية، في ذلك الوقت كانت الأكبر في العالم ومنصات النفط في الشمال تم تشغيل البحر. كانت هذه بداية إنمارسات للاتصالات الفضائية، وشكلت الخطوات الأولى لرقمنة شبكة الهاتف في 1980-1985.
افتتحت تيلفيركيت أول نظام هاتف محمول يدوي في عام 1966، حيث تم استبداله بنظام الهاتف المحمول الاسكندنافي التلقائي في عام 1981 ونظام إن إم تي-900 المحسن في عام 1986. كانت النرويج أول دولة تحصل على نظام هاتف محمول آلي. بدأ استخدام نظام النّظام الشامِلُ للإتّصالاتِ النّقالة الرقمي في عام 1993. بدأ الجيل الثالث من تكنولوجيا الهاتف المحمول بنظام النظام العالمي للاتصالات المتنقلة التشغيل الكامل عام 2004. تم إنشاء متصفح الويب أوبرا في عام 1994 بواسطة جون ستيفنسون فون تتشنر وجير إيفارشي خلال فترة عملهم في تيلينور، وتم إنشاء برنامج أوبرا في عام 1995 عندما استمروا في تطوير متصفحهم.[بحاجة لمصدر] أجرت تيلينور وهواوي اختبارًا ناجحًا للجيل الخامس بسرعة 70 جيجابت/ثانية في بيئة المختبر.

### تحرير وتدويل
غيرت الشركة اسمها إلى تيلفيركيت في عام 1969. في عام 1994، تم تأسيس شركة الاتصالات النرويجية كمؤسسة عامة. تم تحرير قطاع الاتصالات في النرويج على مراحل بين 1994 و1998. فشلت محاولة دمج تيلينور مع نظيرتها في السويد، تيليا، في عام 1999، بينما لا يزال كلاهما مملوكًا من قبل حكومتيهما. في 4 ديسمبر 2000، تمت خصخصة الشركة جزئيًا وإدراجها في بورصة أوسلو وناسداك. منحت الخصخصة للشركة رأس مال جديد قدره 15.6 مليار كرونة نرويجية، مع امتلاك حكومة النرويج 77.7% من الشركة. اعتبارًا من عام 2014، تمتلك الحكومة النرويجية 53.97% من أسهم تيلينور مباشرة و4.66% أخرى من خلال صندوق التقاعد.
في النصف الثاني من التسعينيات، بدأت تيلينور عمليات الهاتف المحمول في بلدان أخرى: روسيا (1994)، بنغلاديش، اليونان، أيرلندا، ألمانيا والنمسا (1997)، أوكرانيا (1998)، ماليزيا (1999)، الدنمارك وتايلاند (2000)، المجر (2002)، الجبل الأسود (2004)، باكستان (2004)، سلوفاكيا، جمهورية التشيك، صربيا (2006)، ميانمار (2014). تم بيع العمليات في اليونان وأيرلندا وألمانيا في 1999/2000 وأعيد استثمار الأرباح في الأسواق الناشئة. في أكتوبر 2005، استحوذت تيلينور على فودافون السويد، غيرت الاسم إلى تيلينور في أبريل 2006.
كان جرامينفون أول مشروع تيلينور في سوق الاتصالات الآسيوية وهو الآن أكبر مشغل للهاتف المحمول في بنغلاديش. تمتلك تيلينور 55.8 في المائة من جرامينفون. بدأت شركة جرامينفون تداول أسهمها في بورصات الأوراق المالية في دكا وشيتاغونغ في 16 نوفمبر 2009. أدى نجاح جرامينفون إلى زيادة التركيز على آسيا، مع إدخالات ناجحة إلى ماليزيا وتايلاند وباكستان وميانمار. دخلت تيلينور أيضًا الهند، لكن كان عليها الانسحاب من هذا السوق في عام 2017 مع خسائر كبيرة.
في مارس 2018، باعت تيلينور أعمالها في جنوب شرق أوروبا (بلغاريا والمجر والجبل الأسود وصربيا) لمجموعة بي بي إف، مقابل مبلغ 2.8

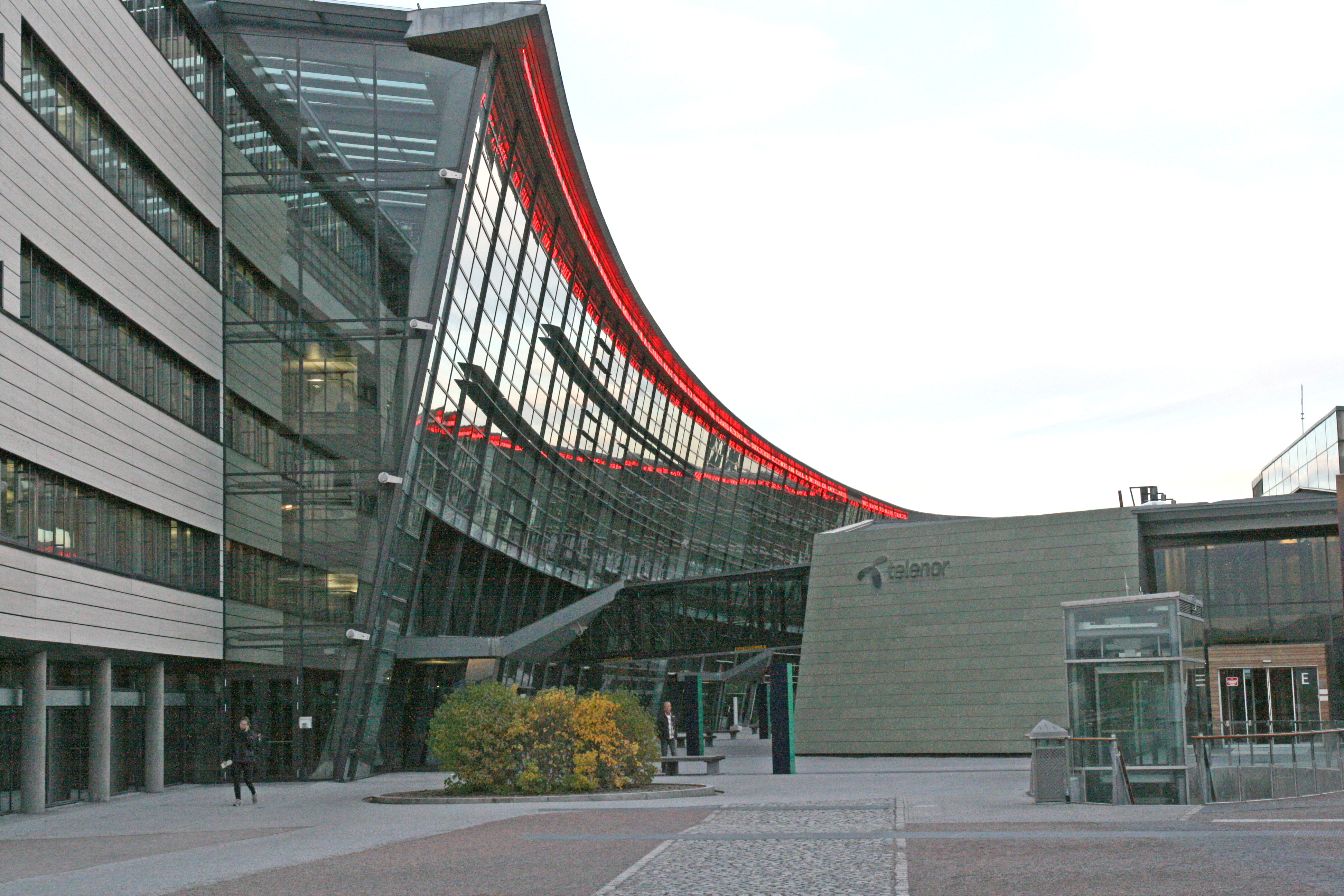
مقر تيلينور في فورنبوغرب أوسلو ، النرويج. هذا هو القسم الغربي الذي يحتوي على طاقم عمل المجموعة و-كمستأجرين-مكاتب هواوي النرويج.

مليار يورو من أجل التركيز بشكل أكبر على آسيا وسوق الشمال.
في عام 2019، اشترت تيلينور دي إن إيه، ثالث أكبر مشغل للهاتف المحمول في فنلندا.

## عمليات
تقدم تيلينور مجموعة كاملة من خدمات الاتصالات السلكية واللاسلكية في بلدان الشمال الأوروبي، بما في ذلك الهاتف المحمول والثابت، والوصول إلى الإنترنت وكذلك الوصول إلى تلفزيون الكابل والمحتوى. لا يزال تيلينور أكبر ممثل في النرويج على الرغم من المنافسة من تيليا وغيرها.
تحتل المجموعة مكانة بارزة في سوق النطاق العريض والتلفزيون الإسكندنافي، سواء من حيث عدد المشتركين أو مدى التغطية. التوزيع التلفزيوني يحمل

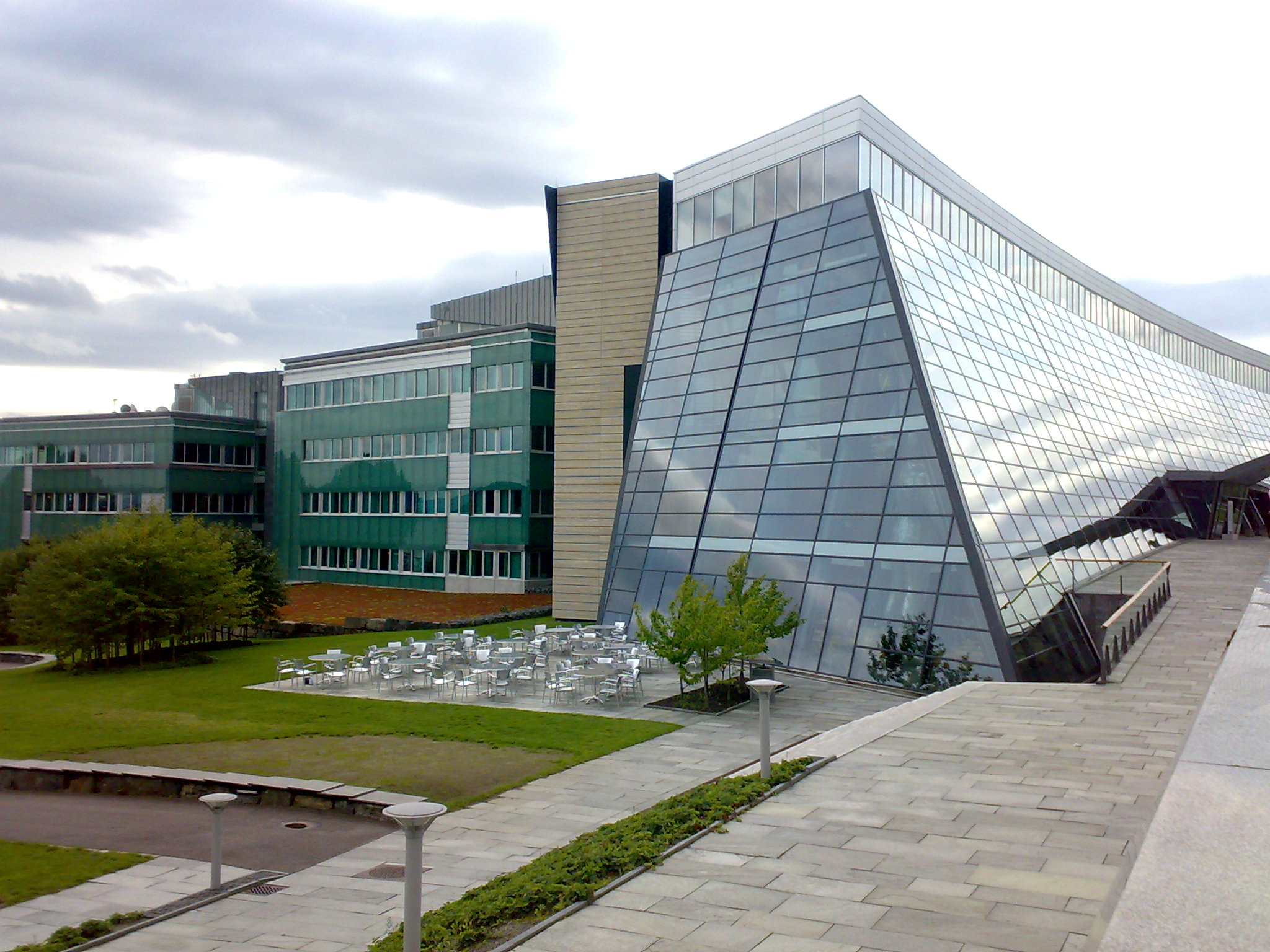
القسم الشرقي بمقر تيلينور، يحتوي على بث تيلينور وتيلينور النرويج.

العلامة التجارية القناة الرقمية. تيلينور هو أيضًا ممثل بارز في آسيا مع عمليات في خمس دول آسيوية مختلفة.
في نهاية عام 2019، كانت تيلينور تمتلك حصصًا مسيطرة في عمليات الهاتف المحمول في النرويج والدنمارك وفنلندا والسويد وتايلاند وماليزيا وبنغلاديش وميانمار وباكستان.
| دولة     | المشغل أو العامل                          | الاسم الأصلي | موقع الكتروني    | حصة ملكية | إيرادات عام 2019 (مليون كرونة نرويجية) |
| -------- | ----------------------------------------- | ------------ | ---------------- | --------- | -------------------------------------- |
| النرويج  | تيلينور النرويج                           | تيلينور      | telenor.no       | 100%      | 28 658                                 |
| الدنمارك | تيلينور الدنمارك                          | تيلينور      | telenor.dk       | 100%      | 4 871                                  |
| فنلندا   | دي إن إيه                                 | دي إن إيه    | dna.fi           | 100%      | 3 433                                  |
| السويد   | تيلينور السويد                            | تيلينور      | telenor.se       | 100%      | 12 857                                 |
| بنغلاديش | جرامينفون                                 | جرامينفون    | grameenphone.com | 55.8%     | 14 980                                 |
| ماليزيا  | ديجي                                      | ديجي         | digi.com.my      | 49%       | 13 572                                 |
| ميانمار  | تلينور ميانمار                            | တယ်လီနော         | telenor.com.mm   | 100%      | 5 759                                  |
| باكستان  | تلينور الباكستان                          | تلينور       | telenor.com.pk   | 100%      | 6 033                                  |
| تايلاند  | شركة توتال أكسس للاتصالات العامة المحدودة | دتاك         | dtac.co.th       | 42.61%    | 22 994                                 |

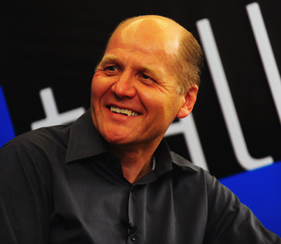
الرئيس التنفيذي سيغف بريك، الذي يترأس مجموعة تيلينور منذ أغسطس 2015.

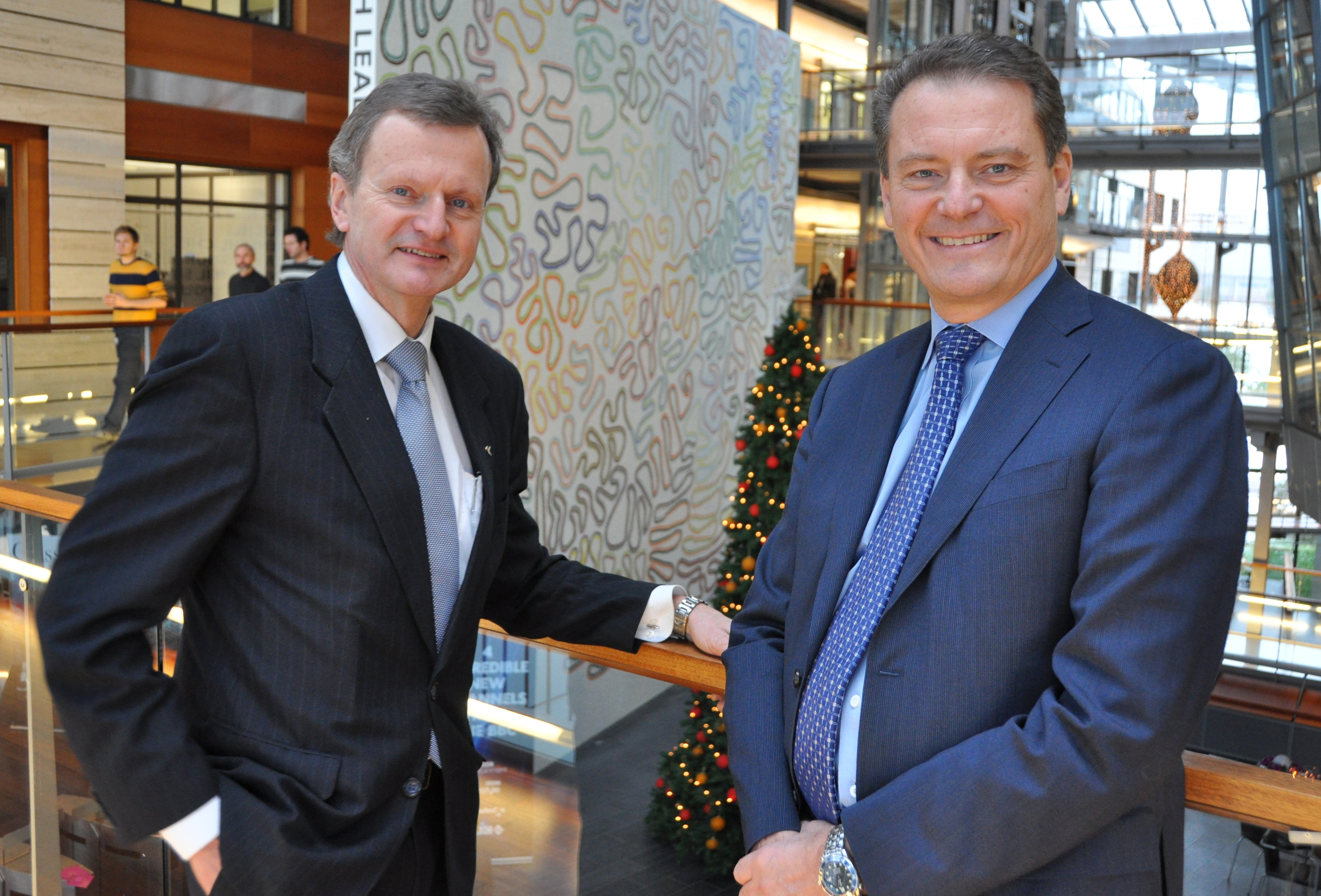
الرئيس التنفيذي السابق فريدريك باكساس (إلى اليسار) مع الرئيس التنفيذي لشركة إريكسون كارل هنريك سفانبرغ، 2008.

راديو تيلينور مورتيم هي المسؤولة عن البنية التحتية للاتصالات الراديوية البحرية في النرويج، وتشمل أيضًا خمس محطات إذاعية ساحلية مأهولة الغرض الأساسي منها هو مراقبة حركة الاتصالات اللاسلكية البحرية (على سبيل المثال، نطاقات التردد العالي جدًا والموجة المتوسطة) ومساعدة السفن البحرية المعرضة للخطر.[بحاجة لمصدر]

### بحث
أبحاث تيلينور هي وحدة أبحاث شركة تيلينور. تجري الوحدة الأبحاث وتقدم المشورة القائمة على الأبحاث حول مواضيع مثل السوق والتكنولوجيا وتحليلات البيانات والابتكار والتنظيم. توفر أبحاث تيلينور تحليلًا قائمًا على الأبحاث وتوصيات إستراتيجية لمجموعة تيلينور، بالإضافة إلى وحدات الأعمال الفردية عبر أسواق تيلينور. تتمثل مهمة أبحاث تيلينور في إنشاء قيمة تجارية لشركة تيلينور من خلال البحث التطبيقي.

### من آلة إلى آلة
بدأت تيلينور في استكشاف إمكانات آلة إلى آلة في عام 2000، عندما أنشأت تيلينور البحث والتطوير مشروعًا يستهدف التكنولوجيا والخدمات ونماذج الأعمال. وقد تم تحفيز ذلك أكثر عندما استحوذت تيلينور على شركة الهاتف المحمول السويدية اليوروبوليتان، والتي تضمنت أجزاء من قدرات أبحاث فودافون في المنطقة. نتيجة لذلك، تم إنشاء شركتين منفصلتين: اتصال تيلينور في ستوكهولم، السويد (تهدف إلى أعلى في سلسلة القيمة آلة إلى آلة)، وكائنات تيلينور (تهدف إلى مزيد من الانخفاض في سلسلة القيمة). نتج عن هذه المبادرة حصة كبيرة في السوق من سوق آلة إلى آلة سريع النمو في أوروبا، وتستخدمها نيسان في أوروبا لربط عملائها بالسيارات الكهربائية.

### إذاعة
شركة القناة الرقمية الفرعية المملوكة بالكامل لشركة تيلينور هي موزع رائد للمحتوى التلفزيوني في منطقة الشمال مع حوالي 2.7 مليون عميل في عام
2011.

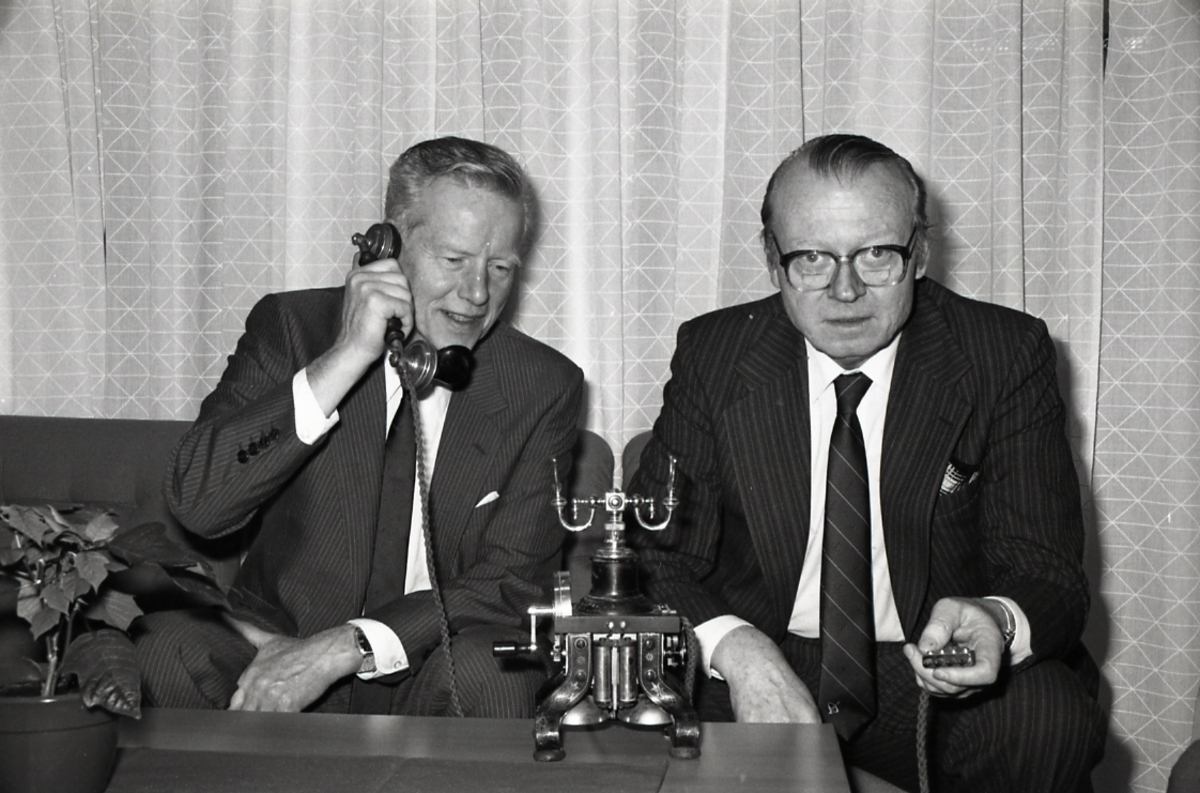
كان كجيل هولر (إلى اليمين) صناعيًا نرويجيًا ترأس شركة تيلفيركيت، بعد أن شغل منصب وزير الصناعة في النرويج.

تقوم تيلينور أيضًا بتشغيل شبكة البث الأرضية الوطنية في النرويج، من خلال فرعها نوركرينج.
ثور هي عائلة من الأقمار الصناعية مملوكة لشركة تيلينور. في 11 فبراير 2008، تم إطلاق القمر الصناعي ثور 5 في مدار ثابت بالنسبة للأرض. تم توفير الإطلاق بواسطة خدمات الإطلاق الدولية باستخدام
مركبة إطلاق بروتون-م التي بناها مركز الدولة للبحوث والإنتاج الفضائي خرونتشيف. تشغل تيلينور ثلاثة أقمار صناعية من مركز التحكم في الأقمار الصناعية في فورنبو (ثور5 وثور6 وثور7).[بحاجة لمصدر]

## العمليات السابقة
باعت تيلينور عددًا من الأقسام بعد خصخصتها، بما في ذلك برافيدا، قسم التثبيت السابق وفيديكسا، وهي الآن جزء من إنيرو المسؤولة عن أدلة الهاتف. قدمت تيلينور سابقًا مجموعة من الخدمات المتعلقة بالاتصالات الساتلية، بما في ذلك الصوت والتلفزيون والبيانات قبل أن تشتري فيزادا قسم خدمات تيلينور للأقمار الصناعية في عام 2007.

كانت تيلينور أيضًا نشطة في عدد من الأسواق الدولية كمشغل لشبكة الهاتف المحمول:

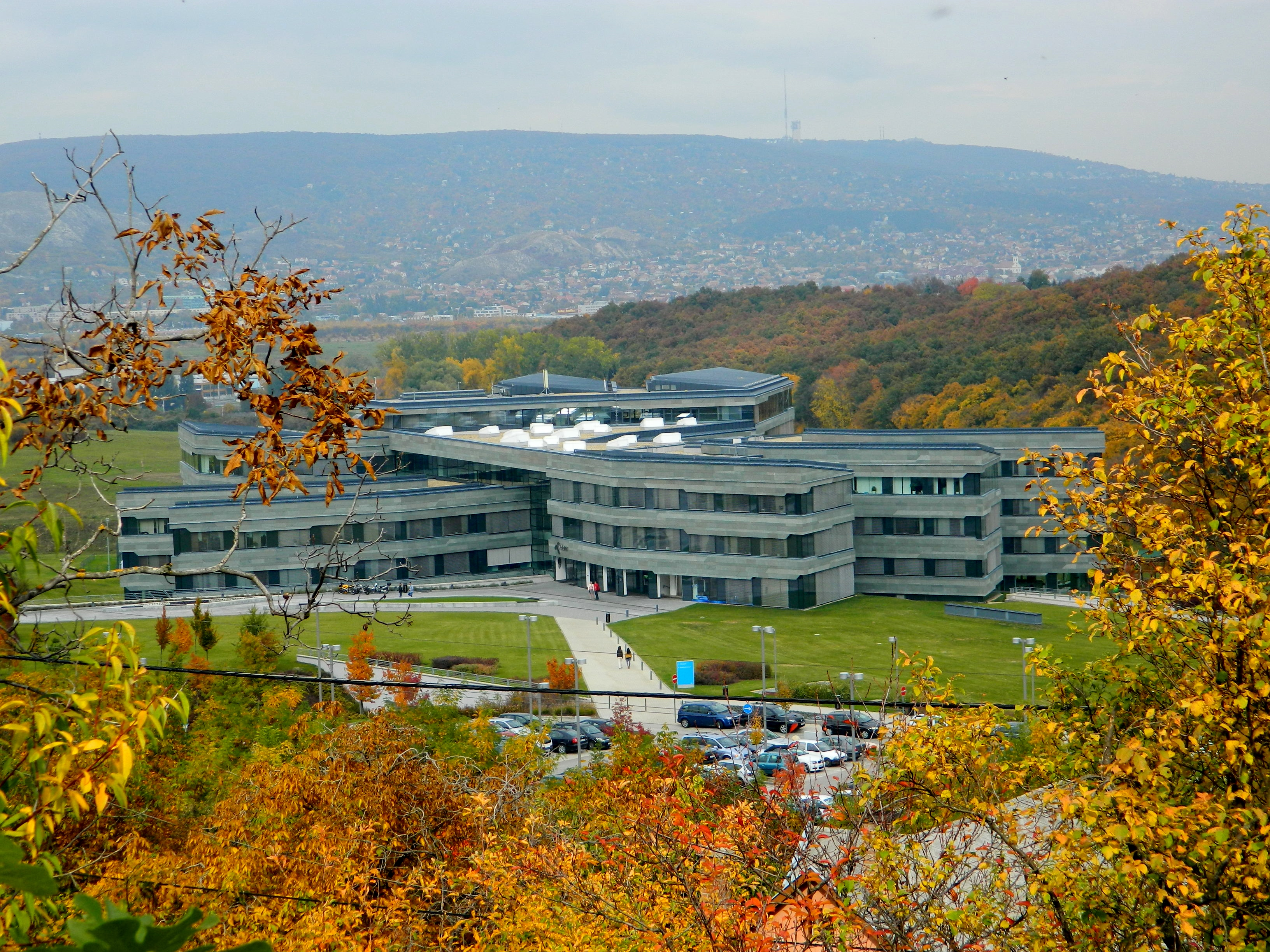
مقر شركة تيلينور في المجر.

| دولة            | سنة الدخول | سنة الخروج |
| --------------- | ---------- | ---------- |
| روسيا           | 1994       | 2019       |
| اليونان         | 1997       | 1999       |
| جمهورية أيرلندا | 1997       | 1999       |
| ألمانيا         | 1997       | 2000       |
| النمسا          | 1997       | 2007       |
| أوكرانيا        | 1998       | 2019       |
| سلوفاكيا        | 1998       | 2005       |
| التشيك          | 1998       | 2005       |
| صربيا           | 2006       | 2018       |
| المجر           | 2002       | 2018       |
| الجبل الأسود    | 2004       | 2018       |
| بلغاريا         | 2013       | 2018       |
| الهند           | 2009       | 2017       |

## وصلات خارجية
- الموقع الرسمي
- وحدات تيلينور الأخرى نسخة محفوظة 14 يناير 2015 على موقع واي باك مشين.